# (453) Tea
(453) Tea est un astéroïde de la ceinture principale découvert par Auguste Charlois le 22 février 1900.
Dans les années 1980, Tea fut considéré comme une cible de la mission française Vesta, avec également (4) Vesta et possiblement (53) Calypso. La sonde ne fut jamais construite.